# تاريخ المرأة في بورتوريكو
تعود جذور تاريخ المرأة في بورتوريكو إلى التاينو، (سكان الجزيرة قبل وصول الإسبان). خلال الاستعمار الإسباني اختلطت الثقافات والعادات في تاينو فشملت عادات من النساء الإسبانية والأفريقية ونساء من بلدان غير اللاتينيين إلى ما أصبح ثقافة وعادات بورتوريكو. وكانت العديد من النساء في بورتوريكو من الأصول الإسبانية وكانوا بالفعل مشاركين نشطين في الحركة العمالية وفي الاقتصاد الزراعي في جزيرة بورتوريكو.
بعد أن تنازلت بويرتوريكو إلى الولايات المتحدة عام 1898 نتيجة الحرب الإسبانية الأمريكية، وقد لعبت النساء مرة أخرى دوراً أساسياً في مجتمع بورتوريكو من خلال المساهمة في إنشاء جامعة ولاية بورتوريكو، بحق المرأة في الاقتراع، حقوق المرأة، الحقوق المدنية، وإلى المشاركة في الجيش التابع للولايات المتحدة.
 وخلال فترة التصنيع منذ عام 1950، أخذت النساء في بورتوريكو وظائف في صناعة الخياطة، والعمل على الخياطات في مصانع الملابس. كما أن العديد من أسر بورتوريكو هاجرت إلى الولايات المتحدة في خمسينيات القرن العشرين، والتي شملت النساء. حالياً، فقد أصبحت المرأة في بورتوريكو نشطة في المشهد السياسي والاجتماعي في الولايات المتحدة القارية بالإضافة إلى وطنهم، مع العديد منهم يشارك في الحقول التي كانت محدودة من قبل، يمث نسبة انساء هناك بمعدل واحدة لعدد السكان الذكور، وكذلك الحصول على مناصب قيادية مؤثرة في مجالاتهم.

## قبل وصول كولومبوس
كان يسكن جزيرة بورتوريكو قبل وصول كولومبوس سكان التاينو، وهي أحد  الشعوب الأراواكية في أمريكا الجنوبية، قبل وصول الإسبان. النساء تاينو الطابخات كانوا يميلن إلى احتياجات الأسرة والمزارع وحصاد المحاصيل. وفقا ل "ايفون فيغيروا"، رئيس تحرير صحيفة "البوريوكا (El-Boriuca): وهي مجلة ثقافية أن النساء الأمهات الحوامل كانوا يحملن أطفالهن على ظهورهن على لوحة مبطنة والتي تم تأمينها لجبين الطفل  المرأة لم تكريس نفسها فقط للطبخ وفن الأمومة، فالعديد منهم كانوا أيضاً فنانين وموهوبين، في صناعة وتقديم الأواني المصنوعة، مشاوي، والشوايات من طين النهر من قبل تداول الطين إلى حبل ثم طبقات من كما برعوا في الفن التشكيلي كنحت الرسومات (نقوش) على الحجر أو الخشب، ووفقا لالملاحظة التي أبداها الطبيب دييغو الفاريز الذي رافق كولومبوس في رحلته الثانية: 
| ” | صنعت نساء تاينو البطانيات والتنورات والأراجيح من القماش والدانتيل وقد برعوا في النسج | “ |

## عهد الاستعمار الإسباني (1493–1898)
وكان الجنود المستعمرن الأسبان قد ذهبوا إلى الجزيرة دون النساء. وقد ساهم ذلك في كثير من الإجبار على الزواج من التاينو الأصليين. كان السلام بين الأسبان والتاينو قصير الأجل. اتخذ الأسبان الاستفادة من التاينو "بحسن نية واستعبدوهم، وإجبروهم على العمل في مناجم الذهب وفي بناء الحصون. توفي العديد من التاينو نتيجة الضرب الصارم والمعاملة القاسية وقد تلقوا عدوى الجدري والذي أصبح وباء في الجزيرة. لجأ الكثير من نساء التاينو إلى الانتحار أو غادروا الجزيرة بعد فشل ثورة تاينو 1511. تم اغتصاب بعض النساء تاينو من قبل الإسبان في حين تم نقل الآخرين كزوجات القانون العام، مما أدى إلى المولدين الأطفال.
شجع أسبانيا تسوية بورتوريكو من خلال تقديم وجعل بعض التنازلات لأسر الذين كانوا على استعداد لتسوية مستعمرة جديدة. انتقل العديد من المزارعين إلى الجزيرة مع أسرهم وجنبا إلى جنب مع مساعدة من زوجاتهم تطورت الزراعة والأرض و. كما حدث استقرار حكومي رفيع من المسؤولين العسكريين في الجزيرة وجعل بورتوريكو وطنهم. 
النساء في بويرتو ريكو والمعروف عن أدوارها كأم وخدم المنازل.قد ساهموا في دخل الأسرة من خلال نشر وبيع الملابس التي تم إنشاؤها. حقوق المرأة كانت لم يسمع به، وكانت مساهماتها في المجتمع في الجزيرة محدودة. وكانت الجزيرة، التي تعتمد على الاقتصاد الزراعي، ونسبة الأمية أكثر من 80٪ في بداية القرن ال19. تعلموا المنزل معظم النساء. تأسست أول مكتبة في بويرتو ريكو في 1642، في دير سان فرانسيسكو، والوصول إلى دفاتره كانت تقتصر على أولئك الذين ينتمون إلى النظام الديني. على النساء فقط الذين لديهم إمكانية الوصول إلى المكتبات والذين يمكن أن تحمل الكتب وكانت زوجات وبنات المسؤولين الحكوميين الإسباني أو ملاك الأراضي الأثرياء. أولئك الذين كانوا فقراء اضطرت إلى اللجوء إلى الفم رواية القصص في ما يعرف تقليديا في بورتوريكو،  وعلى الرغم من هذه القيود كانت النساء من بويرتو ريكو فخورة بوطنهم وساعد الدفاع عنها ضد الغزاة الأجانب. وفقا لأسطورة بورتوريكو الشعبية، وعندما تضع القوات البريطانية حصارا على سان خوان، بورتوريكو ليلة 30 أبريل 1797، 
حملات محاولات التنصير الكاثوليكي (موكب الصلاة) ساروا في شوارع ل مدينة يسبحان، الذين كانوا يحملون المشاعل، ويصلون من أجل النجاة من المدينة. خارج الأسوار، ولا سيما من البحر، وأخطأ البحرية البريطانية هذا العرض الديني على ضوء الشعلة وصول تعزيزات الأسبانية. عندما وصل صباح اليوم، كانت قد اختفت البريطانيين من الجزيرة، وأنقذ المدينة من غزو محتمل

### الأفريقيات المهاجرات إلى بورتوريكو

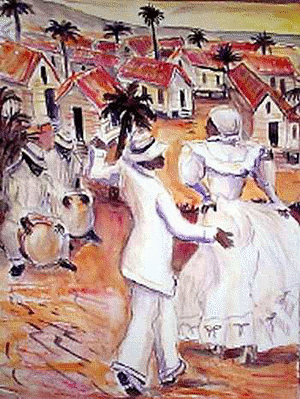
لوحة بايلي دي، الرقص أصل أفريقي

المستعمرين الأسباني، يخشى فقدان القوى العاملة تينو بهم بسبب احتجاجات الراهب بارتولومي دي لاس كاساس في المجلس بورغوس في المحكمة الأسبانية. وقد أغضب الراهب في علاج الإسبانية من تاينو وكان قادرا على تأمين حقوقه وحريته. واحتج المستعمرين أمام المحاكم الإسبانية. واشتكوا أنهم في حاجة القوى العاملة للعمل في المناجم، والتحصينات وصناعة السكر مزدهرة. كبديل، الراهب، اقترح استيراد واستخدام العبيد السود من أفريقيا. في عام 1517، سمح ولي العهد الأسباني رعاياها لاستيراد اثني عشر العبيد لكل منهما، وبالتالي البدء في تجارة الرقيق في مستعمراتها. 
 ووفقا للمؤرخ لويس م. دياز، أكبر وحدة من العبيد الأفارقة جاءت من جولد كوست، نيجيريا، وداهومي، والمنطقة المعروفة باسم منطقة من غينيا وساحل الرقيق. ومع ذلك، فإن الغالبية العظمى اليوروبا و Igbos والجماعات العرقية من نيجيريا، والبانتو من غينيا.
واضطر معظم النساء الأفريقيات للعمل في مجالات التقاط الفواكه و / أو القطن. أولئك الذين يعملون في منزل الماجستير فعلت ذلك الخادمات أو المربيات. في عام 1789، أصدر ولي العهد الأسباني على "مرسوم ملكي من النعم لعام 1789"، المعروف أيضا باسم "إل CODIGO نيغرو" (الرمز الأسود). وفقا ل"إل CODIGO نيغرو" العبد يستطيع أن يشتري حريته. أولئك الذين لم أصبح يعرف باسم "حر" أو ". في 22 مارس عام 1873، ألغت الجمعية الوطنية الإسبانية أخيرا العبودية في بويرتو ريكو. تم تعويض أصحابها مع 35 مليون بيزيتا في الرقيق، وكان المطلوب من العبيد السابقين للعمل من أجل أسيادهم السابقين لمدة ثلاث سنوات أخرى تأثير الثقافة الأفريقية بدأت في تقديم نفسها شعر في الجزيرة. انها ادخلت مزيج من البرتغالية والإسبانية واللغة المحكية في الكونغو في ما يعرف الإسبانية "Bozal". كما أنها أدخلت ما أصبح الرقصات التقليدية من بويرتو ريكو مثل بومبا وبلينا التي تضرب بجذورها أيضا في أفريقيا. ساهمت المرأة الأفريقية أيضا في تطوير المطبخ بورتوريكو التي لها تأثير أفريقي قوي. ومزيج من النكهات التي تشكل بورتو التهم المطبخ ريكا نموذجية مع لمسة الأفريقي. Pasteles، حزم صغيرة من اللحوم محشوة في عجينة مصنوعة من الموز الأخضر المبشور (جنبا إلى جنب في بعض الأحيان مع القرع والبطاطا والموز، أو الياوتيا) وملفوفة في أوراق الموز، وضعت من قبل المرأة الأفريقية على الجزيرة وعلى أساس المنتجات الغذائية التي نشأت في أفريقيا.
 كان واحدا من أول امرأة تنحدر من أصل أفريقي بورتو للحصول على التفوق كورديرو، وهو "freewoman"، الذي في عام 1820، أسس أول مدرسة للبنات في سان خوان. على الرغم من حقيقة أنها كانت تتعرض للتمييز العنصري لكونه أسود تحرير المرأة، وقالت انها واصلت متابعة هدفها لتعليم الآخرين بغض النظر عن عرقهم وأو المكانة الاجتماعية. بعد عدة سنوات من الكفاح مدرستها كان معترف بها رسميا من قبل الحكومة الأسبانية كمؤسسة تعليمية. في النصف الثاني من لجنة السيدات الشرف للجمعية الاقتصادية من الأصدقاء من بويرتو ريكو (المجلس العسكري دي داماس دي شرف دي لا سوسيداد

### نساء من أوروبا غير اللاتينيين
في 1800s في وقت مبكر، والتاج الأسباني قرر أن واحدة من الطرق للحد من الاتجاهات المؤيدة للاستقلال تطفو على السطح في ذلك الوقت في بويرتو ريكو هو السماح الأوروبيين من أصل غير إسباني لتسوية الجزيرة. ولذلك، فإن المرسوم الملكي من النعم 1815 وقد طبع في ثلاث لغات، الإسبانية والإنكليزية والفرنسية. أعطيت أولئك الذين هاجروا إلى بورتوريكو الأراضي مجانا و«رسالة من الموطن» مع شرط أن أقسم الولاء للالتاج الأسباني والولاء لل كنيسة الكاثوليكية الرومانية. بعد الإقامة في الجزيرة لمدة خمس سنوات منحت المستوطنين «خطاب الجنسية» مما جعلها موضوعات الإسبانية. 
مئات النساء من كورسيكا، فرنسا، أيرلندا، ألمانيا وغيرها من المناطق انتقلت واستقرت في بويرتو ريكو مع أسرهم. وكانت هذه العائلات دور فعال في تطوير بورتوريكو صناعات التبغ والقطن والسكر. العديد من النساء تزاوجوا في نهاية المطاف إلى السكان المحليين، واعتماد لغة وعادات وطنهم الجديد.  تأثيرهم في بويرتو ريكو جدا الحالي بكثير وملحوظة في الجزيرة المطبخ، الأدب والفنون.  والثقافية عادات وتقاليد النساء الذين هاجروا إلى بويرتو ريكو من الدول غير اللاتينيين المخلوطة في مع تلك تاينو والأسبانية والأفارقة لتصبح ما هي الآن ثقافة وعادات وتقاليد بويرتو ريكو.

### بداية ظهور الأدب  والمدنية، والسياسية في وقت مبكر
خلال القرن التاسع عشر، بدأت النساء في بورتوريكو في التعبير عن أنفسهم من خلال أعمالهم الأدبية. وكان من بينهم ماريا بيبيانا بينيتيز، الشاعر بورتوريكو الأول والكاتب المسرحي. في عام 1832، وقالت انها نشرت لها أول قصيدة لا نينفا بورتوريكو (حورية من بويرتو ريكو). [ 26 ] ابنة أخيها، ألجاندرينا بينيتيز دي غوتييه، الذي الخاصة أجوينالدو في بورتوريكو وقد اعترف (قصيدة إلى بويرتو ريكو) ونشرت في عام 1843، واحدة من كبار الشعراء في الجزيرة.  

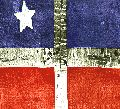
أول علم لبورتوريكو، العلم آريس الثوري العام 1868

 أعرب نساء بورتوريكو أنفسهم أيضا ضد المظالم السياسية تمارس في الجزيرة ضد شعب بورتوريكو ولي الإسباني. بعض منهم احتضنت القضية الثورية للاستقلال بورتوريكو. أول امرأة بورتوريكو المعروف أن يصبح للاستقلال والذي ناضل من أجل استقلال بورتوريكو منالاستعمار الإسباني، كانت ماريا دي لاس مرسيدس باربودو. توحيد القوى مع الحكومة الفنزويلية، بقيادة سيمون بوليفار، نظمت باربودو تمرد ضد الحكم الإسباني في بويرتو ريكو.
ومع ذلك، تم اكتشاف خطط لها من قبل السلطات الإسبانية، مما أدى إلى اعتقالها والنفي من بويرتو ريكو. في عام 1868، وشارك العديد من النساء بورتوريكو في الانتفاضة المعروفة باسم شركة صهيل دي لاريس.ومن بين النساء البارزة الذين شاركوا بشكل مباشر أو غير مباشر في الثورة والذي أصبح جزءا من بورتوريكو أسطورة وتقاليد كانت ولا رودريغيز دي تيو وماريانا باراسيتي. ولا رودريغيز دي تيو يؤمن الحقوق المتساوية للمرأة، وإلغاء العبودية، وشاركت بنشاط في حركة الاستقلال في بورتوريكو. كتبت كلمات ثورية ل لابورينيكوبينا، النشيد الوطني بورتوريكو.  ماريانا باراسيتي، المعروف أيضا باسم في Brazo دي أورو (الذهبي الذراع)، كانت شقيقة في القانون من زعيم الثورة مانويل روخاس وشاركت بنشاط في الثورة. محبوك باراسيتي أول علم بورتوريكو، واريس العلم الثوري. وقد أعلنت العلم الوطني للجمهورية «بورتوريكو» حسب فرانسيسكو راميريز الذي أدى اليمين الدستورية ليصبح الرئيس الأول بورتوريكو، ووضعها على المذبح عال من الكنيسة الكاثوليكية في لاريس. [ 31 ] وعند فشل الثورة، وسجنت باراسيتي في أريسيبو جنبا إلى جنب مع الناجين الآخرين، ولكن أفرج عنه في وقت لاحق.

## العصر الاستعماري الأمريكي (1898– حتى الآن)
أصبحت بورتوريكو إقليماً غير مدمج في الولايات المتحدة أو مستعمرة أمريكية كما هو محدد من قبل لجنة تصفية الاستعمار للأمم المتحدة بعد تنازلت إسبانيا الجزيرة إلى الولايات المتحدة. وكان هذا وفقا لمعاهدة باريس عام 1898 بعد الحرب الأسبانية الأمريكية. 
بعد فترة وجيزة تولى الولايات المتحدة السيطرة على الجزيرة، يعتقد حكومة الولايات المتحدة أن الزيادة السكانية للجزيرة من شأنه أن يؤدي إلى الظروف الاجتماعية والاقتصادية الكارثية، وفرضت السياسات العامة التي تهدف إلى السيطرة على النمو السريع للسكان. وللتعامل مع هذا الوضع، في عام 1907 في الولايات المتحدة وضعت سياسة العامة التي منحت الدولة حق «لتعقيم الناس غير راغبة وغير مقصود». مرور بورتوريكو القانون 116 عام 1937، دونت برنامج التحكم في عدد السكان في حكومة الجزيرة. وقد صمم هذا البرنامج من قبل مجلس علم تحسين النسل وكلا الصندوقين حكومة الولايات المتحدة والمساهمات من الأفراد بدعم هذه المبادرة. ومع ذلك، بدلا من تزويد النساء بورتوريكو مع إمكانية الوصول إلى أشكال بديلة لمنع الحمل الآمن والقانوني وعكسها، شجعت سياسة الولايات المتحدة استخدام التعقيم الدائم. واتهم هذا الاجراء بورتوريكو تقودها الولايات المتحدة لذلك أكثر من اللازم أن النساء في سن الإنجاب في بويرتو ريكو كانوا أكثر عرضة أكثر من 10 مرات لتعقيمها من من النساء من الولايات المتحدة
من 1898-1917، وعانت الكثير من النساء بورتوريكو الذين يرغبون في السفر إلى الولايات المتحدة التمييز. وكانت هذه هي حالة إيزابيل غونزاليز، شابة غير متزوجة امرأة حامل الذين خططوا لإيجاد والزواج من والد طفلها الذي لم يولد بعد في نيويورك. وقد خرج عن مساره خطط لها من قبل وزارة الخزانة في الولايات المتحدة، عندما تم استبعاد أنها كما أجنبي «من المرجح أن تصبح عبئا على المجتمع» لدى وصولها إلى مدينة نيويورك. تحدى غونزاليس حكومة الولايات المتحدة في الأساس قضية غونزاليس ضد وليامز (192 الولايات المتحدة 1 (1904)). رسميا كان معروفا هو الحال في «إيزابيلا غونزاليس، المستأنف، مقابل وليام وليامز، الولايات المتحدة الأمريكية مفوض الهجرة في ميناء نيويورك» رقم 225، جادل 4 ديسمبر 7، 1903، وقرر 4 يناير، 1904. قضيتها كان نداء من محكمة الدائرة من الولايات المتحدة للمنطقة الجنوبية من نيويورك، وقدمت في 27 فبراير 1903، بعد أن لها أيضا أمر الإحضار (HC. 1-187) رفض. قضيتها المحكمة العليا هي المرة الأولى التي واجهت المحكمة المواطنة من سكان الأراضي التي حصل عليها الولايات المتحدة. متابعة غونزاليس بنشاط قضية الجنسية الأمريكية لجميع البورتوريكيين من كتابة ونشر الرسائل في صحيفة نيويورك تايمز.  عملية أمركة بورتوريكو أيضا إعاقة الفرص التعليمية للنساء من بورتوريكو منذ المعلمين تم استيرادها من الولايات المتحدة ولم يسمح للمدارس لإجراء العملية التعليمية باستخدام اللغة الإسبانية. وكانت النساء الذين ينتمون لأسر الغنية قادرة على حضور المدارس الخاصة سواء في إسبانيا أو الولايات المتحدة، ولكن أولئك الذين كانوا أقل حظا عمل كربات بيوت، في الوظائف المحلية، أو في ما يسمى صناعة الإبرة. النساء مثل Nilita Vientós غاستون، دافع عن استخدام اللغة الأسبانية في المدارس والمحاكم من بويرتو ريكو، أمام المحكمة العليا، وفاز. أصبح وكان Nilita Vientós غاستون مربيا، الكاتب الصحفى وفي وقت لاحق لأول مرة محامية للعمل في وزارة العدل بورتوريكو.

### الاقتراع وحقوق المرأة
النساء مثل آنا روكي دي دوبري فتحت أبواب الأكاديمية للنساء في الجزيرة. في عام 1884، عرضت روكي موقف المعلم في أريسيبو، التي قبلت. التحقت أيضا في معهد المحافظات حيث درست الفلسفة والعلوم وحصل على درجة البكالوريوس لها. وكان روكي دي دوبري والمنادي بمنح المرأة حق الإ قتراع الذي أسس «لا موهير»، أول «المرأة الوحيدة» المجلة في بورتوريكو. وكانت واحدة من مؤسسي جامعة بورتوريكو في عام 1903.من 1903-1923، وكانت ثلاثة من كل أربعة من خريجي جامعة بورتوريكو النساء اجتياز دورة تدريبية المعلمين ليصبحوا معلمين في المدارس في الجزيرة. عملت العديد من النساء أيضا والممرضات، وتحمل عبء تحسين الصحة العامة في الجزيرة.  
كما هو الحال في معظم البلدان، لم يكن يسمح للنساء بالتصويت في الانتخابات العامة. جامعة بورتوريكو تخرج العديد من النساء اللواتي أصبح مهتم في تحسين تأثير المرأة في المجالات المدنية والسياسية. وأدى ذلك إلى زيادة كبيرة في النساء الذي أصبح المعلمين والمربين ولكن أيضا في ظهور القيادات النسائية في الحركات المنادي بمنح المرأة حق الإ قتراع وحقوق المرأة. ومن بين النساء اللاتي أصبح المعلمين وقدمت مساهمات بارزة في النظام التعليمي من الجزيرة كان الدكتور كونشا ميلينديز، أول امرأة تنتمي إلى أكاديمية البورتوريكي للغات، بيلار باربوسا، وهو أستاذ في جامعة بورتوريكو كان أول العصر الحديث المؤرخ الرسمي لبورتو ريكو، وآنا G. مينديز مؤسس نظام جامعة آنا G. منديز في بويرتو ريكو. 
أدت الزيادة في حقوق المرأة من 1900s في وقت مبكر لأول امرأة بورتوريكو للعمل في المناصب التي تشغلها تقليديا الرجال، بما في ذلك أول الممارسين الطبيين في الجزيرة. د. ماريا إليسا ريفيرا دياز وآنا جانر التي ممارساتها في عام 1909، والدكتور بالميرا Gatell في عام 1910. آنا جانر وماريا إليسا ريفيرا دياز تخرج في نفس فئة المدرسة الطبية في عام 1909، وبالتالي يمكن اعتبار كل من الأنثى الأولى الطبيب بورتوريكو. وهذان وبالميرا Gatell تلتها الدكتور دولوريس مرسيدس Piñero ، الذي حصل على شهادة الطب من كلية الأطباء والجراحين في بوسطن في عام 1913.في عام 1914، روزا أ. غونزاليس حصل على شهادة البكالوريوس في التمريض، وإنشاء العيادات الصحية المختلفة في جميع أنحاء بورتوريكو وكان مؤسس جمعية الممرضين المسجلين من بويرتو ريكو. غونزاليس تأليف كتابين المتعلقة حقلها التي نددت التمييز ضد النساء والممرضات في بويرتو ريكو. في كتب لها انها نقلت ما يلي: 
«في بلادنا أي الرجل الذي ينشط في حزب سياسي، وسوف ينظر قادرة على التعامل مع وظيفة إدارية، بغض النظر عن كيف غير كفؤ هو.»
  في كتابها “Los hechos desconocidos” (وقائع غير معروفة) نددت الفساد والتجاوزات والممارسات غير الصحية في المستشفى البلدي في سان خوان. أقنع نشر Gonzale ل جيمس ر بيفرلي، والحاكم المؤقت بورتوريكو، لتوقيع لي (القانون 77) مايو 1930. وينص القانون على الممرضات فحص المجلس مسؤولا عن وضع وتطبيق معايير التعليم والممارسات التمريضية. كما نص على أن مجلس الممتحنين الطبية تشمل اثنين من الممرضات. مرور لي77 أثبتت أن المرأة يمكن أن تعمل على حد سواء في المجال العام الرسمي بينما كان يعمل في حقل الموجهة الإناث.وفي عام 1978، أصبح غونزاليس أول متلق لإدارة الصحة العامة من بويرتو جائزة ريكو غاريدو موراليس.
في 1900s في وقت مبكر، كما أصبحت المرأة تشارك في الحركة العمالية. خلال إضراب عمال المزارع "في عام 1905، لويزا كابيتيلو كتب الدعاية وتنظيم العمال في الإضراب. وسرعان ما أصبح أحد قادة "انطوني" (الاتحاد الأمريكي للعمل) وسافر في جميع أنحاء بورتوريكو تثقيف وتنظيم النساء. وأصبح لها مسقط رأس أريسيبو المنطقة الأكثر النقابية في البلاد. في عام 1908، خلال المؤتمر "انطوني"، سألت كابيتيلو  الاتحاد الموافقة على سياسة ل منح المرأة حق التصويت . أصرت على أن كل النساء يجب أن يكون لها نفس الحق في التصويت مثل الرجل. يعتبر كابيتيلو ليكون واحدا من أول بورتوريكو وفي عام 1912، سافر كابيتيلو إلى مدينة نيويورك حيث قامت بتنظيم الكوبي وبورتوريكو عمال التبغ. في وقت لاحق، سافرت إلى تامبا، فلوريدا، حيث قامت بتنظيم أيضا العمال. في ولاية فلوريدا، وقالت انها نشرت الطبعة الثانية من "مي الرأي". سافرت أيضا إلى كوبا وجمهورية الدومينيكان، حيث انضمت إلى العمال المضربين في قضيتهم. في عام 1919، وقالت انها طعنت في التيار الرئيسي للمجتمع قبل أن تصبح أول امرأة في بويرتو ريكو إلى ارتداء السراويل في الأماكن العامة. وقد أرسلت كابيتيلو إلى السجن لمدة ما كان يعتبر "جريمة"، لكن القاضي انخفض في وقت لاحق التهم الموجهة لها. في ذلك العام نفسه، جنبا إلى جنب مع النشطاء العماليين الآخرين، ساعدت في تمرير قانون الحد الأدنى للأجور في بورتوريكو التشريعية.
 في عام 1929، وقد تحررت بورتوريكو النساء اللواتي يمكن أن القراءة والكتابة وفي عام 1935 وتحررت جميع النساء الكبار بغض النظر عن مستواهم في القراءة والكتابة. كان بورتوريكو ثاني بلد في أمريكا اللاتينية تعترف بحق المرأة في التصويت. كل من الدكتور ماريا كاديلا دي مارتينيز وآنا ماريا أونيل كان أوائل المدافعين عن حقوق المرأة. كان CADILLA دي مارتينيز أيضا واحدة من أول امرأة في بويرتو ريكو إلى كسب الدكتوراه (دكتوراه) شهادة جامعية.

### بداية تحديد النسل
الدكتور كلارنس غامبل أنشأ وهو طبيب أمريكي، وهي شبكة من تحديد النسل العيادات في بورتوريكو خلال الفترة من 1936 إلى 1939. وأعرب عن اعتقاده أن المرأة بورتوريكو والنساء من المستعمرات الأميركية الأخرى، لم يكن لديهم القدرة العقلية، وكانت أيضا الفقراء على فهم واستخدام أغشية لتحديد النسل مثل النساء في البر الرئيسي للولايات المتحدة. افتتح برنامج ممول من مؤسسة روكفلر التي من شأنها أن تحل محل استخدام أغشية مع مساحيق الرغوة، والكريمات والهلام تقتل الحيوانات المنوية. لم يكن يعلم أنه في الماضي كانت روزا جونزاليس اشتبكت علنا مع الأطباء البارزين ويدعى لها وكارمن ريفيرا دي ألفاريز، ممرضة آخر الذي كان البورتوريكي الاستقلال داعية، لتولي مسؤولية برنامج الانعزالية تحديد النسل. ومع ذلك، تفتقر إلى برنامج الانعزالية التمويل وفشل. 

### ظهور نساء بورتوريكو في الجيش الأمريكي

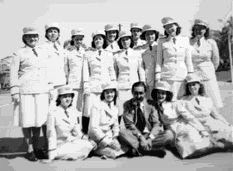
ممرضات بويرتو ريكو في الجيش، مستشفى محطة 296، مخيم تورتوجويرو، فيغا باها، والعلاقات العامة

في عام 1944، وجيش الولايات المتحدة أرسلت مجندين إلى جزيرة لتوظيف ما لا يزيد عن 200 امرأة ل فيلق المرأة (الوداد البيضاوي). وقد تلقى أكثر من 1000 طلبات الوحدة التي كان من المقرر أن تتألف من النساء فقط 200. وحدة بورتوريكو الوداد البيضاوي، الشركة 6، الكتيبة 2، 21 فوج من مساعدة قوات الجيش والمرأة، وهي وحدة من أصل أسباني منفصلة، تم تعيينه إلى ميناء نيويورك من الانطلاق، بعد تدريبهم الأساسي في فورت أغليثورب، جورجيا . تم تكليفهم للعمل في المكاتب العسكرية التي خططت الشحنة من القوات في جميع أنحاء العالم.  وكان من بينها PFC كارمن غارسيا روسادو، الذي في عام 2006، من تأليف ونشر كتابا بعنوان «جامعة الدول العربية الواكس دي لا موهير أون لا»(والواكس-إن مشاركة النساء في بورتوريكو في الحرب العالمية الثانية)، وهو أول كتاب لتوثيق تجارب أول 200 امرأة بورتوريكو الذين شاركوا في دوري الدرجة الثانية وقالت غيرا مونديال الصراع. 
في ذلك العام نفسه ممرضة فيلق الجيش (ANC) قررت قبول الممرضات بورتوريكو بحيث مستشفيات الجيش لن تضطر إلى التعامل مع الحواجز اللغوية.  قدمت ثلاثة عشر نساء تطبيقات، تمت مقابلتهم، خضع لفحوصات طبيعية، وقبلت في حزب المؤتمر الوطني الأفريقي. تم تعيين ثمانية من هؤلاء الممرضات إلى المشاركة جيش في سان خوان، حيث بلغت قيمة عن قدراتهم ثنائية اللغة. تم تعيين خمس ممرضات للعمل في المستشفى في معسكر تورتوجويرو، بورتوريكو. وكان من بينهم الملازم الثاني كارمن لوزانو Dumler ، الذي أصبح واحدا من أول الضباط العسكريين الإناث بورتوريكو.  
 لا يخدم جميع النساء والممرضات: بعض خدم في واجبات إدارية في البر أو بالقرب من مناطق القتال. وكانت هذه هي حالة فني الصف الرابع كارمن كونتريراس-بوزاك الذين ينتمون إلى فيلق مساعدة الجيش المرأة ال149. وال149 مساعد الفيلق المرأة و (WAAC) مقر الشركة المشاركة في الشركة الأولى WAAC للسفر إلى الخارج، الإبحار من ميناء نيويورك لأوروبا في يناير 1943. وقد وصلت وحدة في شمال أفريقيا في 27 يناير 1943 وأصدرت واجبات وراء البحار في الجزائر في العام دوايت ايزنهاور مقر مسرح الصورة، / 4. تي كارمن كونتريراس-بوزاك، عضوا في هذه الوحدة، كان أول من أصل أسباني للخدمة في سلاح جيش الولايات المتحدة الأمريكية نساء كمترجم وفي العديد من المناصب الإدارية.  وكان آخر الملازم جونيور الصف ماريا رودريغيز دنتون، وهي أول امرأة من بويرتو ريكو الذي أصبح ضابطا في البحرية الأمريكية كعضو في موجات . البحرية المخصصة LTJG دينتون كمساعد مكتبة في كابل ومكتب الرقابة في مدينة نيويورك. كان عليه LTJG دينتون الذي أحال الأخبار (من خلال قنوات) إلى الرئيس هاري ترومان أن الحرب قد انتهت. ذهب بعض النساء بورتوريكو الذين خدموا في الجيش لتصبح بارزة في مجالات خارج الجيش. ومن بين هذه سيلفيا ريكساش، مؤلفة من السترات الفضفاضة، ماري تيريزا ريوس، مؤلف، وجوليتا روس، مغنية.
سيلفيا ريكساش، انخفض التدريجي من جامعة بورتوريكو في عام 1942 وانضم إلى جيش الولايات المتحدة كعضو من الواكس حيث شغلت منصب كاتبة مكتب. عملت حتى عام 1945، عندما كانت بتسريحه.  ماري تيريزا ريوس كان كاتبا بورتوريكو الذين خدموا أيضا في الحرب العالمية الثانية. ريوس، والدة وسام الشرف المتلقي، النقيب همبرت روكي فيرساتشي، ومؤلف كتاب الخامس عشر البجع الذي كان الأساس ل1960s شعبية التلفزيون المسرحية الهزلية «الطائر نون قاد» وشاحنات الجيش والحافلات. عملت أيضا كطيار ل الدوريات الجوية المدنية . كتب ريوس فيرساتشي وتحرير للصحف مختلفة في جميع أنحاء العالم، بما في ذلك أماكن مثل غوام، وألمانيا، ويسكونسن، وساوث داكوتا، والمنشورات مثل هذه القوات المسلحة ستار والمشارب وجانيت . وخلال الحرب العالمية الثانية، جوليتا روس سلى القوات بصوتها في «يبين الالتزام بتعميم الخدمات» (منظمات الخدمة المتحدة).  

### في مواقع عسكرية قيادية ومكافحة
ساعدت التغيرات في السياسة والهيكل العسكري للقوات المسلحة الأميركية توسيع المشاركة وأدوار النساء في الجيش، ومن بين هذه وإنشاء فرقة من المتطوعين في 1970s. واصلت النساء والنساء من أصل بورتو ريكي بورتوريكو للانضمام إلى القوات المسلحة، وحتى بعض جعلت الجيش الوظيفي. بين النساء بورتوريكو الذين لديهم أو قد المناصب العليا هي التالية:
العقيد ماريتسا ساينز ريان (الجيش الاميركي)، ورئيس قسم القانون في الأكاديمية العسكرية للولايات المتحدة . وهي أول امرأة وأول أسباني خريج كلية وست بوينت لتكون بمثابة رئيس قسم الأكاديمي. لديها أيضا تميزت بأنها الأكثر كبار كبار من اصل أسباني القاضي المحامي
 وفي 15 يونيو 2011، العقيد ماريا (الجيش الاميركي) شغل منصب قائد لواء الكيماوية 48 .  الكابتن هايدي خافيير  (البحرية الأميركية) من كابو روجو، بورتوريكو كان أعلى رتبة من أصل أسباني أنثى في البحرية. كلف   كرئيس لجراحة العظام في المركز الطبي للبحرية في بيثيسدا. وقالت إنها إعادة تنظيم وزارة احتياط أثناء عملية عاصفة الصحراء . في عام 1998، وقالت انها اختيرت امرأة العام في بورتوريكو . اللفتنانت كولونيل أولغا E. كوستوديو (القوات الجوية الأمريكية) أصبح أول أسباني أنثى الطيار الجيش الأمريكي. وهي حاصلة على تمييز من كونها الأولى لاتينا لاستكمال سلاح الجو الأمريكي تدريب الطيارين العسكريين. على تقاعده من الجيش، أصبحت أول لاتينا قائد الطيران التجاري.وكان اللواء سونيا روكا أول ضابطة أسباني لحضور دورة القيادة وضباط هيئة الأركان العامة في مدرسة للجيش في الأمريكتين.  بورتوريكو بين 41,000 النساء الذين شاركوا في عملية درع الصحراء وعاصفة الصحراء . عملوا أيضا في ساحات القتال في أفغانستان والعراق حيث لقوا حتفهم أول أربع نساء بورتوريكو في القتال. كان أول مجندة من أصل بورتو ريكو للموت في منطقة قتال SPC فرانسيس م. فيغا، روبلز، كان أول مجندة ولد في بورتوريكو أن يموت في الحرب على الإرهاب،  SPC Aleina راميريز غونزاليسوالكابتن ماريا أورتيز إيناس، كانت أول ممرضة من أصل أسباني للموت في القتال وأول ممرضة في الجيش للموت في القتال سيسي في حرب فيتنام  نقشت أسماء أربع نساء في شركة نصب دي لا ريكوداشن (النصب التذكاري لإحياء ذكرى)، والتي تكرس نفسها للجنود الذين سقطوا في بورتوريكو وتقع أمام مبنى الكابيتول في سان خوان، بورتوريكو . في يوليو عام 2015، رشح بويرتو ريكو محافظ أليخاندرو غارسيا باديلا العقيد مارثا كاركانا لمنصب القائد العام للحرس الوطني بورتوريكو، وهو الموقف الذي شغلت بشكل غير رسمي منذ عام 2014. وفي 4 سبتمبر 2015، وقالت انها وأكد كأول بورتوريكو امرأة لقيادة الحرس الوطني بورتوريكو.

### ثورة النساء في بورتوريكو ضد الاستعمار
في 1930s، وريكى حزب بويرتو القومي أصبح أكبر مجموعة الاستقلال في بورتوريكو. تحت قيادة الدكتور بيدرو البيزو كامبوس، اختار الحزب ضد المشاركة في الانتخابات ودعا ثورة عنيفة. ودعا الفرع النسائي للريكى حزب بويرتو القومي لل بنات الحرية . بعض المتشددين من هذه المنظمة women's فقط شملت جوليا دي بورغوس، واحد من أعظم الشعراء في بورتوريكو.
مواجهات مختلفة مكان في 1930s تورط فيها أنصار الحزب الوطني والتي أدت إلى الدعوة إلى انتفاضة ضد الولايات المتحدة والهجوم في نهاية المطاف من نواب الولايات المتحدة النواب من 1950s. كان واحدا من الأحداث الأكثر عنفا 1937 بونس المجزرة، التي ضباط الشرطة بإطلاق النار على القوميين الذين كانوا يشاركون في مظاهرة سلمية ضد الاعتداء الأمريكي للسلطة. وأصيب نحو 100 مدنيا وأصيب تسعة عشر قتلوا، بينهم امرأة، ماريا هيرنانديز ديل روزاريو، وطفل يبلغ من العمر سبع سنوات، جورجينا مالدونادو.
في 30 أكتوبر عام 1950، دعا الحزب الوطني للثورة ضد الولايات المتحدة. المعروفة باسم بورتوريكو القومي ثورات الحزب من 1950s ، عقدت الانتفاضات في مدن بونس، ماياجويز ، Naranjito ، أريسيبو ، Utuado ، سان خوان وعلى الأخص في Jayuya الذي أصبح يعرف باسم Jayuya انتفاضة . كانت النساء المختلفة الذين كانوا أعضاء في الحزب الوطني، ولكن الذين لم يشاركوا في الثورات اتهم زورا من قبل حكومة الولايات المتحدة للمشاركة في الثورات والقبض عليهم. بينهم إيزابيل روسادو، أخصائي اجتماعي، والدكتور أولغا Viscal غاريغا، وهو زعيم طلابي والناطق الرسمي لفرع ريكى الحزب القومي بورتو في ريو بيدراس. وكانت نساء أخريات الذين كانوا قادة الحركة إيزابيل فريري دي ماتوس ، Isolina روندون وروزا كولازو .
تدخل الجيش وجاءت الثورات إلى نهايتها بعد ثلاثة أيام في سبتمبر 2. اثنان من النساء بارزة أكثر، الذين حملوا السلاح ضد الولايات المتحدة، كانت بلانكا كاناليس ووليتا ليبرون.
بلانكا كاناليس تشتهر قيادة الثورة Jayuya. أدى كاناليس مجموعتها إلى ساحة البلدة حيث أنها أثارت العلم بورتوريكو وأعلن بورتوريكو أن تكون الجمهورية. وألقي القبض عليها والمتهمة بقتل ضابط شرطة وإصابة ثلاثة آخرين. اتهمت أيضا من حرق مكتب البريد المحلي. وحكم عليه بالسجن مدى الحياة بالإضافة إلى ستين عاما من السجن. في عام 1967، أعطيت كاناليس عفوا كاملا من بويرتو ريكو محافظ روبرتو سانشيز فيليلا .
لوليتا ليبرون كان كان زعيم مجموعة من القوميين الذين هاجموا نواب الولايات المتحدة النواب في عام 1954. مهمة ليبرون لجلب انتباه العالم لقضية استقلال بورتوريكو. وعندما وصلت مجموعة يبرون معرض الزائر فوق غرفة في البيت، وقالت انها وقفت وصرخت «¡فيفا بورتوريكو حرة!» («يعيش في بويرتو ريكو مجاني!») ورفعوا العلم بورتوريكو. ثم فتحت مجموعة النار مع مسدسات. وتدعي أسطورة الشعبية التي يبرون أطلقت طلقات لها في السقف وغاب. في عام 1979، تحت ضغط دولي، الرئيس جيمي كارتر عفا وليتا ليبرون واثنين من مجموعتها، ايرفينغ فلوريس وأعضاء رافائيل الغاء ميراندا

### الهجرة
وشهدت في 1950s وهي الظاهرة التي أصبحت تعرف باسم «والهجرة الكبرى»، حيث الآلاف من سكان بورتوريكو، بما في ذلك عائلات بأكملها من الرجال والنساء والأطفال، وترك الجزيرة وانتقل إلى الولايات، الجزء الأكبر منها إلى مدينة نيويورك . وأدت عدة عوامل إلى الهجرة، من بينها الكساد العظيم في 1930s، والحرب العالمية الثانية في 1940s، وظهور السفر الجوي التجاري في 1950s.
الكساد الكبير الذي انتشر في جميع أنحاء العالم ورئي أيضا في بورتوريكو. منذ كان اقتصاد الجزيرة تعتمد على اقتصاد الولايات المتحدة، عندما بدأت البنوك والصناعات الأميركية أن تفشل تأثير ورأى أيضا في الجزيرة. وكان معدل البطالة في الارتفاع في الوقت الذي فر لذلك وكثير من الأسر إلى البر الرئيسي الولايات المتحدة بحثا عن فرص عمل
اندلاع الحرب العالمية الثانية، فتحت الأبواب أمام العديد من المهاجرين الذين كانوا يبحثون عن فرص عمل. منذ أن تم إرسال جزء كبير من السكان الذكور في الولايات المتحدة إلى الحرب، كان هناك حاجة مفاجئة من القوى العاملة لتحقيق وظائف تركوها وراءهم. عثر سكان بورتوريكو، ذكورا وإناثا، أنفسهم يعملون في المصانع ومحطات للسفينة، وتنتج كل من السلع المحلية والحرب. اكتسبت المهاجرين الجدد المعرفة والمهارات العمل التي أصبحت مفيدة حتى بعد الحرب قد انتهت. لأول مرة تقدم الجيش أيضا مصدر ثابت للدخل للنساء.
ظهور السفر الجوي قدمت البورتوريكيين مع وسيلة معقولة وأسرع من السفر إلى نيويورك ومدن أخرى في الولايات المتحدة. واحدة من الأشياء أن معظم المهاجرين كان في شيوعا هو أنهم يريدون حياة أفضل مما كان متاحا في بويرتو ريكو وعلى الرغم من كل أسباب شخصية محتفظ بها لغرض الهجرة قرارهم عموما كانت متجذرة في ظروف فقيرة في الجزيرة، فضلا عن السياسات العامة التي تقرها الهجرة. كان واحدا من المهاجرين الدكتور أنطونيا بانتوخا. وكان في بانتوخا مربيا، أخصائي اجتماعي، نسوية، زعيم الحقوق المدنية، مؤسس المنتدى بورتوريكو، كلية Boricua، Producir ومؤسس ASPIRA. ASPIRA (الاسبانية عن «تطمح») هي منظمة غير ربحية تروج لصورة الذات الإيجابية، والالتزام المجتمع والتعليم كقيمة كجزء من عملية ASPIRA لبورتوريكو وغيرها من الشباب لاتيني في مدينة نيويورك. في عام 1996، قدم الرئيس بيل كلينتون الدكتور بانتوخا وسام الحرية الرئاسي، مما يجعلها أول امرأة بورتوريكو لتلقي هذا الشرف.
وكانت امرأة بورتوريكو آخر التي كان لها تأثير على النظام التعليمي الولايات المتحدة إجراءات فليسيتاس منديز (اسم البكر: غوميز). منديز، وهو مواطن من بلدة Juncos، أصبحت رائدة الحقوق المدنية الأمريكية مع زوجها غونزالو، عندما منعوا أطفالهم الحق في حضور المدرسة عن «البيضاء» في جنوب كاليفورنيا. في عام 1946، استغرق منديز وزوجها على عاتقها مهمة قيادة معركة المجتمع التي غيرت النظام التعليمي في ولاية كاليفورنيا وتمثل سابقة قانونية مهمة لإنهاء بحكم القانون الفصل العنصري في الولايات المتحدة. حالة معلما إلغاء الفصل العنصري، والمعروفة باسم قضية منديز ضد وستمنستر، مهدت الطريق لتحقيق التكامل وحركة الحقوق المدنية

### المرأة في الفنون الجميلة
قبل إدخال السينما والتلفزيون في بورتوريكو، كان هناك الأوبرا. كانت أوبرا واحدة من القوائم الفنية الرئيسية التي قد تفوق النساء بورتوريكو. كان واحدا من أقرب الأوبرا السوبرانو في جزيرة أماليا باولي، شقيقة أنطونيو باولي. في أوائل القرن 19th، يؤديها باولي في مسرح لا بيرلا في مدينة بونس في الأوبرا إميليو اريتا في «مارينا».
أول بورتوريكو في الغناء بدور قيادي في أوبرا متروبوليتان في نيويورك كان غراسييلا ريفيرا. لعبت دور «لوسيا» في إنتاج ديسمبر 1951 من لوسيا دي Lammermoor. غيرها من النساء الذين برعوا كما في السوبرانو الأوبرا آنا ماريا مارتينيز، Melliangee بيريز، الذي حصل على جائزة «سوبرانو من السنة» جائزة اليونسكو IREM Poventud، أول بورتوريكو للغناء في دار الأوبرا سان فرانسيسكو، ومارغريتا كاسترو Alberty، والمستفيد من مؤسسة روكفلر المرموقة، بالتيمور أوبرا نقابة، دليل أوبرا شيكاغو والجوائز أوبرا متروبوليتان نقابة.
ميريام القولون
لعبت المرأة دورا هاما باعتبارها رواد صناعة التلفزيون في بورتوريكو. تأسست لوسي Boscana شركة Tablado البورتوريكي مسرح السفر. ومن بين المسرحيات التي أنتجت مع الشركة كان «وعربة يجرها ثور» من قبل زملائه بورتو ريكو الكاتب المسرحي رينيه ماركيز. قدمت المسرحية في بويرتو ريكو وعلى خارج برودواي في مدينة نيويورك. في 22 أغسطس 1955، أصبح Boscana رائدة في التلفزيون بورتوريكو عندما شاركت في أوبرا الصابون الأول بورتوريكو (مسلسل) بعنوان «أنتي لا لي]»، جنبا إلى جنب مع زميل التلفزيون رائدة استير ساندوفال. وتم بث مسلسل في بورتوريكو تيلموندو بين رواد التلفزيون آخرين كانوا Awilda Carbia وغلاديس رودريغيز. كانت سيلفيا ديل فيلار ممثلة، راقصة، مصمم الرقصات واحدة من أول نشطاء ريكى المنحدرين من بورتو. في صناعة السينما كان Marquita ريفيرا أول ممثلة بورتوريكو لتظهر في صورة رئيسية هوليود عندما كان يلقي في الطريق إلى ريو. وتشمل غيرها من النساء من بويرتو ريكو الذين نجحوا في الولايات المتحدة كممثلة ميريام كولون، مؤسس بورتوريكو السفر مسرح ومستلم «جائزة أوبي» ل «الإنجاز مدى الحياة في المسرح.» لأول مرة كولون كممثلة في "Peloteros" (البيسبول لاعبين)، وهو فيلم أنتج في بويرتو ريكو بطولة رامون (Diplo) ريفيرو، والتي كانت تلعب شخصية «لوليتا». وريتا مورينو، وهي أول امرأة لاتينية للفوز بجائزة اوسكار، على جائزة إيمي، وغرامي وتوني.
شهد العقد من 1950s ارتفاعا من الملحنين والمطربين من نموذجي الموسيقى بورتوريكو وهذا النوع بوليرو. وكانت النساء مثل روث FernándezCarmita خيمينيز، سيلفيا ريكساش وMyrta سيلفا دور فعال في تصدير وتدويل الموسيقى بورتوريكو. بين النساء الذين ساهموا في الموسيقى الشعبية المعاصرة في الجزيرة هي نيديا كارو واحدة من أوائل الفائزين المرموقة «مهرجان بينيدورم» في فالنسيا، اسبانيا، مع أغنية «Vete يا»، ويتألف من خوليو إغليسياس، الفائز Lucecita بينيتيز من مهرجان دي لا Cancion لاتينا (مهرجان الأغنية اللاتينية) في المكسيك، أولغا Tañón كاسب اثنين من جوائز جرامي، ثلاث جوائز جرامي اللاتينية، و 28 بريميوس لو نويسترو Awardsand مارثا Ivelisse Pesante رودريغيز المعروفة باسم «إيفي الملكة». جنيفر لوبيز المعروف أيضا باسم «جي لو» هو الترفيه والتسلية، سيدة أعمال، محسن والمنتج الذي ولد في نيويورك. إنها فخورة بتراثها بورتوريكو ويعتبر من قبل مجلة «تايم» كما المؤدي أسباني الأكثر نفوذا في الولايات المتحدة واحدة من 25 اللاتينيين الأكثر تأثيرا في أمريكا. كما محسنا أطلقت مركز التطبيب عن بعد في سان خوان، بورتوريكو، في مستشفى سان جورج للأطفال ولديها خطط لإطلاق ثانية واحدة في مستشفى جامعة طب الأطفال في مركز ميديكو.

### تمكين المرأة
في 1950s و 60 مع التصنيع من بويرتو ريكو، تحولت وظيفة المرأة من عمال المصانع إلى أن من المهنيين أو العاملين في المكتب. من بين العوامل التي أثرت على الدور الذي تؤديه المرأة في التنمية الصناعية في بورتوريكو أن معدل الطلاق كان عاليا وأصبحت بعض النساء مصدر الدخل الاقتصادي الوحيد لأسرهن. وقد ساهمت الحركات النسوية وحقوق المرأة أيضا إلى تمكين المرأة في مجالات السياسة والعلوم والأعمال. بين النساء البارزة المشاركة في العملية السياسية في بورتوريكو هي فيليسا رينكون دي غوتييه، المعروف أيضا باسم دونا فيلا. ترشحت لوانتخب رئيسا لبلدية سان خوان في عام 1946، لتصبح أول امرأة تم انتخاب رئيس بلدية العاصمة في كل من الأمريكتين. كانت ماريا لويزا Arcelay أول امرأة في بورتوريكو وفي كل من أمريكا اللاتينية ينتخب لهيئة تشريعية الحكومة. وسيلا م. كالديرون، الرئيس السابق لبلدية سان خوان، وأصبح في نوفمبر تشرين الثاني عام 2000، ومحافظ أول امرأة من بورتوريكو. تم تمكينهن لا يقتصر فقط على بورتوريكو. في الولايات المتحدة كان نيديا فيلاسكيز أول عضو الكونغرس بورتوريكو ورئيس مجلس النواب لجنة الأعمال التجارية الصغيرة، والدكتور أنطونيا كويللو نوفيلو أصبح أول لاتيني وأول امرأة الولايات المتحدة الجراح العام (1990-1993)
سونيا سوتومايور، أول لاتينا محكمة العدل العليا
مع التقدم في التقنيات الطبية ومجيء عصر الفضاء من القرن 20th، توسعت النساء بورتوريكو آفاقهم وجعلت العديد من المساهمات في مختلف المجالات العلمية، من بينها مجالات الفضاء والطب.
النساء بورتوريكو، وصلت إلى مناصب عليا في وكالة ناسا، والتي تخدم في المناصب القيادية الحساسة. كان اسمه Nitza مارغريتا سنترون رئيس الطب الفضاء مركز جونسون للفضاء التابع لناسا والعناية نظم مكتب الصحة في عام 2004. نساء أخريات المشاركين في برنامج الفضاء الولايات المتحدة هي مرسيدس ريفز البحوث مهندس وعالم مسؤولة عن تصميم الشراع الشمسي قابلا للتطبيق على نطاق واسع وتطوير واختبار الشراع الشمسي نموذج مصغر في مركز أبحاث لانغلي ناسا. مونسيرات رومان خبير في الميكروبيولوجي الذين شاركوا في بناء محطة الفضاء ومرسيدس ريفز الدولية مهندس البحوث والعلوم مسؤولة عن تصميم الشراع الشمسي قابلا للتطبيق على نطاق واسع وتطوير واختبار الشراع الشمسي نموذج مصغر في مركز أبحاث لانغلي ناسا . وقد تم اختيار الدكتور Yajaira سييرا ساستري للمشاركة في عام 2013 في مشروع ناسا جديد يسمى «مرحبا-سيز»، وهو اختصار ل «هاواي استكشاف الفضاء النظير والمحاكاة،» من شأنها أن تساعد على تحديد سبب رواد الفضاء لا يأكلون ما يكفي، وجود أشار إلى أن شعروا بالملل مع الغذاء سفينة الفضاء وينتهي مع مشاكل مثل فقدان الوزن والخمول التي وضعت صحتهم للخطر عاشت لمدة أربعة أشهر (مارس.-أغسطس. 2013). معزولة في وحدة نمطية الكواكب لمحاكاة ما الحياة سوف يكون مثل لرواد الفضاء في قاعدة المستقبل على سطح المريخ في قاعدة في هاواي. وتأمل سييرا ساستري ليصبح أول رائد فضاء بورتو ريكو الإناث،
ومن بين أولئك الذين انتصرت كما سيدة أعمال هي كارمن آنا كولبيبر الذي شغل منصب أول وزيرة للوزارة بورتوريكو من وزارة الخزانة خلال إدارة محافظ كارلوس روميرو بارسيلو وشغل بعد ذلك منصب رئيس بويرتو الشركة ثم المملوكة للحكومة هاتف ريكو خلال حاكمية بيدرو روسيليو Camalia فالديس الرئيس والرئيس التنفيذي لشركة سيرفيسيريا الهند، وشركة، أكبر مصنع الجعة بورتوريكو. وكارلوتا الفارو، وهو مصمم للأزياء الراقية المعروفة باسم «مخضرمة بورتوريكو الموضة».
المؤرخون، مثل ذراع. دلما S. Arrigoitia، وقد ألف كتبا وتوثيق المساهمات التي جعلت النساء بورتوريكو في المجتمع. كان Arrigoitia أول شخص في جامعة بورتوريكو في الحصول على درجة الماجستير في مجال التاريخ. في عام 2012، وقالت انها نشرت كتابها «Introduccion على غرار تاريخ شعب دي لا مودا أون بورتوريكو». الكتاب، الذي طلب من بورتو ريكو مصمم للأزياء الراقية كارلوتا الفارو، ويغطي أكثر من 500 سنة من التاريخ في صناعة الأزياء في بويرتو ريكو. تعمل Arrigoitia على تأليف كتاب عن النساء الذين خدموا في بورتوريكو التشريعية، بناء على طلب الرئيس السابق لمجلس النواب، Jenniffer غونزاليس.
في مايو 2009، رشح الرئيس باراك أوباما سونيا سوتومايور للمحكمة العليا بعد تقاعد القاضي ديفيد سوتر. وأكد ترشيحها من قبل مجلس الشيوخ في أغسطس 2009 بأغلبية 68-31. وقد دعمت سوتومايور، في حين أن على المحكمة، الكتلة الليبرالية رسمية من القضاة عندما يقسم على طول خطوط أيديولوجية ينظر عادة. خلال فترة ولايتها في المحكمة العليا، وقد تم تحديد سوتومايور مع الحرص على حقوق المتهمين، ويدعو إلى إصلاح نظام العدالة الجنائية، وجعل الاعتراضات حماسي حول قضايا العرق والجنس والهوية العرقية

## أسبوع المرأة في بورتوريكو
في 2 حزيران 1976، وافقت الجمعية التشريعية لبورتوريكو القانون رقم 102 الذي أعلن كل 2 مارس «ضياء انترناسيونال دي لا موهير» (يوم المرأة العالمي) بمثابة تحية إلى نساء بورتوريكو. ومع ذلك، قررت الحكومة بورتوريكو أنه سيكون فقط الصحيح أن الأسبوع بدلا من يوم واحد يخصص تكريما لإنجازات ومساهمات النساء بورتوريكو. لذلك، في 16 أيلول 2004، أصدرت الجمعية التشريعية لبورتوريكو القانون رقم 327 الذي يعلن الأسبوع الثاني من شهر مارس «سيمانا دي لا موهير أون بورتوريكو» (الأسبوع المرأة في بويرتو ريكو)

## نساء بورتوريكو
لا تملك إلا أن المرأة بورتوريكو برع في العديد من المجالات، مثل الأعمال، والسياسة، والعلوم، فقد مثلت أيضا بلادهم في المحافل الدولية الأخرى مثل مسابقات الجمال والرياضة. وقد تم تكريم بعض من قبل حكومة الولايات المتحدة لمساهماتها في المجتمع. ووصف بعض هذه المساهمات في الفقرات التالية.